# كرافتسبوري (فيرمونت)
كرافتسبوري (بالإنجليزية: Craftsbury, Vermont)‏ هي بلدة تقع في مقاطعة أورليانز (فيرمونت) بولاية فيرمونت في الولايات المتحدة. تأسست عام 1781، تبلغ مساحتها 102.9 (كم²)، وترتفع عن سطح البحر 272 م، بلغ عدد سكانها 1136 نسمة في عام 2000 حسب إحصاء مكتب تعداد الولايات المتحدة وتصل الكثافة السكانية فيها 11.2 نسمة/كم2.

## أعلام
- صموئيل تشاندلر كرافتس
- روجر إيستون الأب

## وصلات خارجية
- www.townofcraftsbury.com
- The US50 - Cities and Towns in Vermont State
- Vermont Cities and Towns, Facts, Map, Flag, Colleges, Government, and More